# Old Hall Manuscript

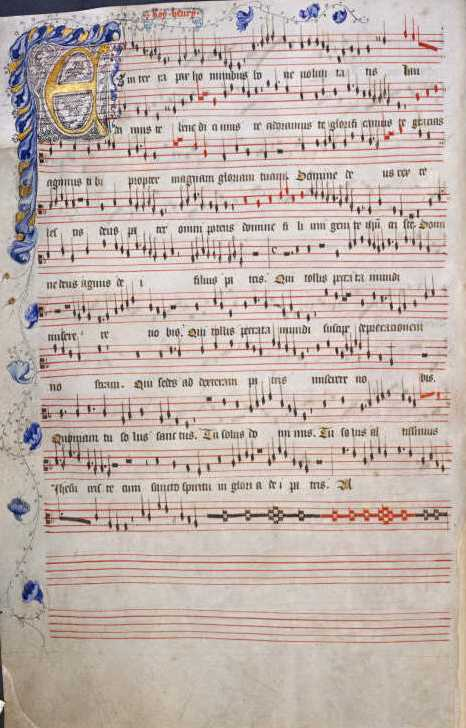
Folio 12v dell'Old Hall Manuscript contenente il codice miniato dell'inizio del Gloria di Roy Henry (probabilmente Re Enrico V).

L'Old Hall Manuscript (British Library, Additional MS 57950) è il più grande, completo e significativo contenitore di musica sacra inglese del tardo XIV secolo e dei primi anni del XV, e pertanto rappresenta la migliore fonte di musica medievale inglese. Il manoscritto sopravvisse alla Riforma, e fino al 1873 appartenne al St. Edmund's College, una scuola cattolica di Old Hall Green (da cui il suo nome) nell'Hertfordshire. Venne acquistato dalla British Library ad un'asta di Sotheby's verso la metà del XX secolo.

## Contenuto
Il manoscritto contiene 148 composizioni complessive, 77 delle quali sono scritte in partitura, piuttosto che in parti separate. La maggior parte dei pezzi sono impostazioni di parti dell'ordinario della messa, e sono raggruppate per sezioni; in altre parole le impostazioni del Gloria sono raggruppate insieme, così come le impostazioni del Credo, Sanctus e Agnus Dei. Tra queste impostazioni sono raggruppati alcuni mottetti e della strumentazione relativa al conductus.
L'Old Hall Manuscript è stato compilato agli inizi del XV secolo, probabilmente per un periodo di circa 20 anni. Le mani di copisti diversi sono identificabili, e alcuni di essi possono essere quelli degli stessi compositori. Recenti ricerche hanno suggerito che il lavoro sul manoscritto si concluse con la morte di Tommaso, duca di Clarence, nel 1421, una data un po' più tarda di quanto precedentemente suggerito. Questa data permette di stabilire la cronologia dell'ultimo pezzo del manoscritto, il mottetto di nozze di Byttering che venne quasi certamente scritto per il matrimonio di Enrico V e Caterina di Valois il 2 giugno 1420, così come un gruppo di mottetti di vari compositori, i cui titoli si attengono scrupolosamente alle testimonianze scritte sulla musica che venne eseguita alla celebrazione della vittoria di Agincourt nel 1415.
Vi sono rappresentati diversi stili e tecniche musicali compreso il discanto, opere dominate dalle note alte, composizioni isoritmiche e canoni. Un Credo molto complesso (al n. 75 del manoscritto) comprende un canone mensurale a tre voci fra le sue complessive cinque voci; queste sono scritte in rosso, blu e nero.
Esso è significativo per confermare l'esistenza e il carattere dei tratti specificamente musicali inglesi, il grado di sviluppo della musica inglese, così come l'influenza delle pratiche continentali. In particolare, mostra una tendenza a concentrarsi sulla complessità musicale, come ad esempio i canoni, in un momento in cui la musica del continente era sempre più tendente alla semplicità. Se questa tendenza generale, continuò nel XV secolo in Inghilterra è difficile da determinare a causa della scarsa disponibilità di manoscritti di quel periodo, ma è stato accertato intorno alla metà del XV secolo, per esempio alla scuola di Borgogna, che vi era uno stile identificabile come inglese - "la contenance angloise", secondo quanto trattato da Martin le Franc nel suo poema del 1441-1442 Le Champion des Dames. D'altra parte, l'Old Hall Manuscript è un esempio impressionante di influenza francese in Inghilterra. Manfred Bukofzer, scrivendo in Studies in Medieval and Renaissance Music (1950) scriveva: "La più grande sorpresa del Repertorio dell'Old Hall è senza dubbio il ruolo di primo piano della tecnica isoritmica, che è la prova inconfutabile di una forte influenza francese". Così come i musicisti inglesi erano conosciuti alla corte di Borgogna, anche i musicisti francesi potevano essere noti in Inghilterra. Si è ipotizzato che Pycard, compositore del canone No. 75, fosse francese, ma ciò è improbabile per motivi stilistici.
L'influenza dei Paesi Bassi è riscontrabile nella musica di Oliver.
Una caratteristica del repertorio è la coltivazione della dissonanza, paragonabile forse alla musica nel Manoscritto di Cipro di un paio di decenni posteriore. Buoni esempi si possono sentire nella musica di John Cooke e Damett.
Uno sviluppo storicamente significativo è stato l'uso occasionale del divisi, fra le prime testimonianze certe di polifonia cantata da un coro di due o più voci per parte.
Fra i compositori presenti nell'Old Hall Manuscript vi sono Leonel Power, Pycard, William Typp, Byttering, Oliver, Chirbury, Excetre, John Cooke, Roy Henry (probabilmente Re Enrico V, ma probabilmente anche Re Enrico IV), Queldryk, John Tyes, Aleyn, Fonteyns, Gervays, Lambe, Nicholas Sturgeon, Thomas Damett e altri ancora. Il manoscritto contiene anche alcuni pezzi di compositori stranieri come Antonio Zacara da Teramo.